# Finnur Hallsson
Finnur Hallsson (m. 1145) fue un lagman (lögsögumaður) de Seydisfjörður, Viðvík, Suður-Múlasýsla en Islandia. Desempeñó su cargo ratificado en el althing desde 1139 hasta su muerte. Ari fróði cita que vivió en su hacienda de Hofteigur y se casó con Halldís Bergþórsdóttir (n. 1075), de esa relación nacieron cinco hijos.